# Esmeralda (Durango)
Esmeralda es una localidad del estado mexicano de Durango. Es parte del municipio de Gómez Palacio.

## Demografía
| Gráfica de evolución demográfica |
|                                  |

| Censo | Población |
| ----- | --------- |
| 1910  | 450       |
| 1921  | 471       |
| 1930  | 812       |
| 1940  | 725       |
| 1950  | 586       |
| 1960  | 905       |
| 1970  | 1 122     |
| 1980  | 1 761     |
| 1990  | 1 715     |
| 2000  | 1 981     |
| 2010  | 2 249     |
| 2020  | 2 319     |